# Ichneumon cothurnatus
Ichneumon cothurnatus là một loài tò vò trong họ Ichneumonidae.